# Bryan Fletcher
Pour les articles homonymes, voir Fletcher.
Bryan Fletcher, né le 27 juin 1986 à Steamboat Springs, est un coureur du combiné nordique américain. 
Il compte deux participations aux Jeux olympiques, une médaille mondiale en relais en 2013 ainsi qu'une victoire lors d'une course de Coupe du monde en 2012 à Oslo.

## Biographie

### Enfance et vie privée
À l'âge de 4 ans, une leucémie lui est diagnostiquée. Il démarre le ski de fond et le saut à ski peu après. Il entre en rémission à l'âge de huit ans. Bryan Fletcher est le frère aîné du combiné Taylor Fletcher.
Lors des jeux olympiques d'hiver de 2002, il est ouvreur pour les épreuves de saut à ski.

### Carrière sportive
Bryan Fletcher obtient sa première sélection avec l'équipe nationale sénior aux Championnats du monde de Sapporo en 2007.
Sa première participation à la Coupe du monde date de janvier 2009, à Val di Fiemme (Italie), où il marque ses premiers points. Mais il a participé à la Coupe du monde B dès 2002. 
En 2010, il manque les Jeux olympiques en raison d'une blessure à une hanche contractée lors d'une chute dans les escaliers. Son frère le remplace dans l'équipe américaine.
Lors du Championnat du monde de combiné nordique 2011 à Oslo, Fletcher a été classé vingt-deuxième de l'épreuve sur petit tremplin et quarantième sur grand tremplin. En 2013, lors des Championnats du monde de Val di Fiemme (Italie), il fait partie de l'équipe américaine décrochant la troisième place de l'épreuve par équipes. Aux Championnats du monde 2015, il arrive cinquième de la compétition individuelle avec grand tremplin, pour établir son meilleur résultat en grand championnat.
Sa meilleure performance en Coupe du monde est une première place, obtenue en mars 2012, lors de la dernière épreuve de la Coupe du monde 2011-2012 à Holmenkollen, le stade nordique d'Oslo. Avant cette victoire, son meilleur classement était une septième place : il en obtint deux, en décembre 2011 à Seefeld (Autriche) puis un mois plus tard dans le Val di Fiemme.
Aux Jeux olympiques d'hiver de 2014, il est 26e et 22e en individuel et 6e par équipes. Aux Jeux olympiques d'hiver de 2018, il est deux fois 17e en individuel et 10e par équipes.
Bryan Fletcher achève sa carrière sportive à l'issue de la saison 2017-2018.

## Palmarès

### Jeux olympiques d'hiver
| Épreuve / Édition | Épreuve / Édition | Sotchi 2014 | Pyeongchang 2018 |
| Gundersen         | Petit tremplin    | 26e         | 17e              |
| Gundersen         | Grand tremplin    | 22e         | 17e              |
| Par équipes       | Par équipes       | 6e          | 10e              |

### Championnats du monde
| Épreuve / Édition | Épreuve / Édition | Sapporo 2007 | Oslo 2011                        | Val di Fiemme 2013               | Falun 2015                       | Lahti 2017                       |
| Gundersen         | PT + 10 km        |              | 22e                              | 14e                              | 21e                              | 14e                              |
| Gundersen         | GT + 10 km        |              | 30e                              | 23e                              | 5e                               | 31e                              |
| Sprint 7,5 km     |                   | 40e          | Épreuve inexistante à cette date | Épreuve inexistante à cette date | Épreuve inexistante à cette date | Épreuve inexistante à cette date |
| Par équipes       | PT                |              | 4e                               | Bronze                           | 7e                               | 8e                               |
| Par équipes       | GT                | 9e           | 6e                               | Épreuve inexistante à cette date | Épreuve inexistante à cette date | Épreuve inexistante à cette date |
| Par équipes       | Sprint            |              |                                  |                                  | 9e                               | 9e                               |

### Coupe du monde
- Meilleur classement général : 15e en 2015.
- 1 podium individuel dont 1 victoire.
- 1 podium par équipes.

#### Différents classements en Coupe du monde
| Année     | Classement général final |
| 2008-2009 | 65e                      |
| 2010-2011 | 30e                      |
| 2011-2012 | 17e                      |
| 2012-2013 | 21e                      |
| 2013-2014 | 18e                      |
| 2014-2015 | 15e                      |
| 2015-2016 | 20e                      |
| 2016-2017 | 34e                      |
| 2017-2018 | 29e                      |

#### Détail des victoires
| Édition / Épreuve | Gundersen |
| 2012              | Oslo      |